# Vračovice-Orlov
Vračovice-Orlov é uma comuna checa localizada na região de Pardubice, distrito de Ústí nad Orlicí.